# 미드산
미드산(영어: Mead acid)은 오메가-9 지방산으로 제임스 F. 미드(James F. Mead)에 의해 처음으로 특징지어졌다. 다른 오메가-9 다불포화 지방산들과 마찬가지로 동물들은 미드산을 신생합성 할 수 있다. 혈액 내의 미드산의 증가는 필수 지방산의 결핍을 나타낸다. 미드산은 연골에서 대량으로 발견된다.

## 화학
에이코사트라이엔산으로도 지칭되는 미드산은 화학적으로 20개의 탄소로 구성된 사슬에 3개의 시스 이중 결합을 가지고 있는 카복실산이며, 전형적인 다불포화 지방산이다. 첫 번째 이중 결합은 오메가 말단에서부터 9번째 탄소에 위치한다. 생리학 문헌에서 미드산은 20:3 n-9로 표기된다. 리폭시제네이스, 사이토크롬 P450 또는 사이클로옥시제네이스의 존재 하에서 미드산은 다양한 하이드록시에이코사테트라엔산(HETE) 및 하이드로퍼옥시에이코사테트라엔산(HpETE) 생성물을 형성할 수 있다.

## 생리학
리놀레산 및 α-리놀렌산의 2가지 지방산은 사람 및 다른 포유류에서 필수 지방산으로 간주된다. 20개의 탄소로 구성된 미드산과는 달리 리놀레산과 α-리놀렌산은 18개의 탄소로 구성되어 있다. 리놀레산은 ω-6 지방산이고, α-리놀렌산은 ω-3 지방산이며, 미드산은 ω-9 지방산이다. 한 연구는 장내 지방 흡수장애와 필수 지방산의 결핍이 의심되는 환자를 검사했다. 이들은 기준 피험자보다 혈중 미드산이 1263%가 더 높은 것으로 나타났다. 필수 지방산이 결핍된 가혹한 조건 하에서 포유류는 올레산을 신장시키고 불포화시켜 미드산을 생성한다. 이것은 불균형한 식단을 따르는 채식주의자와 준채식주의자들의 경우 낮은 수준으로 입증되었다.
미드산은 조골세포의 활성을 감소시키는 것으로 밝혀졌다. 이것은 뼈 형성 억제가 요구되는 상태를 치료할 때 중요할 수 있다.

## 염증에서 역할
사이클로옥시제네이스는 불포화 지방산의 산화, 특히 아라키돈산으로부터 프로스타글란딘 H2의 형성을 통한 염증 과정에서 큰 역할을 하는 것으로 알려진 효소이다. 아라키돈산은 탄소 수가 미드산과 동일하지만 추가적인 ω-6 이중 결합을 가지고 있다. 아라키돈산의 생리적 수치가 낮을 때, 미드산과 리놀레산을 포함한 다른 불포화 지방산들은 사이클로옥시제네이스에 의해 산화된다. 사이클로옥시제네이스는 아라키돈산의 비스알릴 C-H 결합을 끊어서 프로스타글란딘 H2를 합성하지만 대신에 미드산을 만나면 더 강한 알릴 C-H 결합을 끊는다.
미드산은 또한 류코트라이엔 C3 및 류코트라이엔 D3로 전환된다.
미드산은 아라키돈산 5-리폭시제네이스에 의해 5-하이드록시에이코사트라이엔산(5-HETrE)으로 대사되고, 이어서 5-하이드록시에이코사노이드 탈수소효소에 의해 5-옥소에이코사트라이엔산(5-oxo-ETrE)으로 대사된다. 5-옥소에이코사트라이엔산(5-oxo-ETrE)은 사람 혈액의 호산구 및 호중구를 자극하는 데 있어서 아라키돈산 유래 유사체인 5-옥소-에이코사테트라엔산(5-oxo-ETE)만큼 강력하다. 이는 아마도 5-옥소-에이코사테트라엔산 수용체(OXER1)에 결합함으로써 작용할 것이며, 따라서 5-옥소-에이코사테트라엔산과 같이 사람의 알레르기 반응과 염증 반응의 매개자일 수 있다.

## 같이 보기
- 다불포화 지방산
- 오메가-9 지방산
- 에이코사노이드
- 프로스타글란딘